# Municipio de Northwest (condado de Kidder)
El municipio de Northwest (en inglés: Northwest Township) es un municipio ubicado en el condado de Kidder en el estado estadounidense de Dakota del Norte. En el año 2010 tenía una población de 22 habitantes y una densidad poblacional de 0,25 personas por km².

## Geografía
El municipio de Northwest se encuentra ubicado en las coordenadas 47°16′18″N 100°2′29″O / 47.27167, -100.04139. Según la Oficina del Censo de los Estados Unidos, el municipio tiene una superficie total de 89.25 km², de la cual 84,94 km² corresponden a tierra firme y (4,83 %) 4,31 km² es agua.

## Demografía
Según el censo de 2010, había 22 personas residiendo en el municipio de Northwest. La densidad de población era de 0,25 hab./km². De los 22 habitantes, el municipio de Northwest estaba compuesto por el 100 % blancos. Del total de la población el 0 % eran hispanos o latinos de cualquier raza.